# 밀린다왕문경
《밀린다왕문경(Milinda王問經)》 또는 《미란다왕문경(彌蘭陀王問經)》은 밀린다팡하(Milinda Pañha, 약호 Mil)의 한역으로 《나선비구경(那先比丘經)》이라고 하는데, 경이라고 하지만 불설(佛說)이 아니며, 팔리어 삼장에서는 장외(藏外)에 들어 있다.

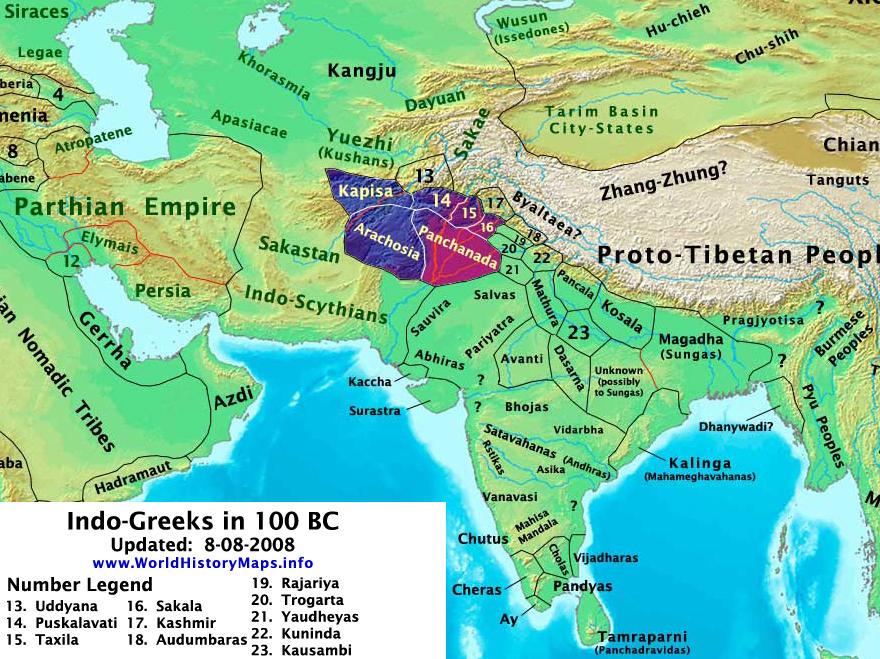
기원전 100년의 인도-그리스 왕국

기원전 2세기 후반에 서북 인도를 지배한 인도-그리스 왕국(박트리아)의 국왕인 그리스인 밀린다(메난드로스 1세)가 비구(比丘, 불교승) 나가세나(那先)에게 불교 교리를 질문하면 나가세나가 이에 해답(解答) 하는 대화 형식의 성전이며, 성립 시기는 기원전 1세기 후반에서 기원후 1세기 전반 사이다.
내용은 대별해서 3편 혹은 4편으로 되어 있으며, 제1편은 밀린다와 나가세나의 전생(前生) 이야기를 서술한 서론과 두 사람이 3일간에 걸친 대화 끝에 밀린다가 제자가 되는 이야기(서론과 대화의 부분을 2편으로 본다면 4편이 된다), 제2편은 밀린다가 불교 교리상의 어려운 문제를 들어 그 해답을 나가세나에게 구한 대화, 제3편은 수행자가 지켜야 할 덕목(德目)을 비유로써 풀이한 대화이다.
특히 그리스적인 사유(思惟)와 인도나 불교적 사유의 대결이라는 점에서 사상적 의의와 가치가 있다.

## 같이 보기
- 그리스 불교
- 테세우스의 배

## 참고 문헌
- 『밀린다팡하』 / 서정형 pdf
- 이 문서에는 다음커뮤니케이션(현 카카오)에서 GFDL 또는 CC-SA 라이선스로 배포한 글로벌 세계대백과사전의 내용을 기초로 작성된 글이 포함되어 있습니다.